# 六本木クロッシング
六本木クロッシング（ろっぽんぎクロッシング）は、森美術館が3年ごとに開催する現代美術のグループ展。

## 概要
複数の外部キュレーターを招聘した現代美術のグループ展。2004年の1回展以降、3年ごとに開催されている。

## 歴史

### 「六本木クロッシング──日本美術の新しい展望2004」
キュレーター : 東谷隆司、飯田高誉、片岡真実、紫牟田伸子、畠中実、原久子
参加アーティスト : 会田誠、秋山さやか、青木陵子+伊藤存、アトリエ・ワン、坂茂、エキソニモ、深澤直人、福井篤、フジタマ、八谷和彦、花代、畠山直哉、法貴信也、池田謙、今村源、石川雷太、伊東篤宏、生西康典+掛川康典、加藤豪、加藤美佳、木村友紀、木下晋、小杉武久、クワクボリョウタ、ポル・マロ、みかんぐみ、ミナ ぺルホネン、ミッション・インヴィジブル、村瀬恭子、村山留里子、中川正博（20471120）、中村哲也、中西夏之、生意気、ニブロール、西尾康之、小谷元彦、大木裕之、オノデラユキ、鶯蛙、ルパート・キャリー+高橋知子、眞田岳彦、笹口数、渋谷清道、志水児王、篠田太郎、高嶺格、竹村ノブカズ、タナカカツキ、田中功起、東京ピクニッククラブ、上村亮太、渡部睦子、渡辺郷、やなぎみわ、ヤノベケンジ、安村崇

### 「六本木クロッシング2007：未来への脈動」
キュレーター : 天野一夫、荒木夏実、佐藤直樹、椹木野衣
参加アーティスト : 飴屋法水、池水慶一、伊藤ガビン、岩崎貴宏、宇川直宏、内原恭彦、内山英明、Ages5&Up、榎忠、エンライトメント、小粥丈晴、鬼頭健吾、小林耕平、さかぎしよしおう、佐藤雅彦+桐山孝司、関口敦仁、立石大河亞、田中偉一郎、田中信行、チェルフィッチュ、辻川幸一郎、できやよい、中西信洋、名和晃平、長谷川踏太／TOMATO、原 真一、春木麻衣子、東恩納裕一、冨谷悦子、眞島竜男、丸山清人、山口崇司／d.v.d、横山裕一、吉野辰海、吉村芳生、四谷シモン

### 「六本木クロッシング2010：芸術は可能か？」
キュレーター :  木ノ下智恵子、窪田研二、近藤健一
参加アーティスト : 相川勝、青山悟、雨宮庸介、宇治野宗輝、加藤翼、小金沢健人、コンタクトゴンゾ、志賀理江子、鈴木ヒラク、高嶺格、ダムタイプ、Chim↑Pom、照屋勇賢、HITOTZUKI（Kami+Sasu）、森村泰昌、八幡亜樹、横溝静、米田知子、ログズギャラリー 

### 「六本木クロッシング2013展：アウト・オブ・ダウト―来たるべき風景のために」
キュレーター :  片岡真実、ルーベン・キーハン（クイーンズランド・アートギャラリー | ブリスベン近代美術館アジア現代美術キュレーター） ガブリエル・リッター（ダラス美術館アシスタント・キュレーター）
参加アーティスト : 赤瀬川原平、アキラ・アキラ、新井卓、荒川 医＆南川史門、朝海陽子、千葉正也、遠藤一郎、サイモン・フジワラ、岩田草平×プロマイノリティ、泉太郎、金氏徹平、風間サチコ、小林史子、小泉明郎、満田晴穂、森千裕、中平卓馬、中村宏、中村裕太、丹羽良徳、奥村雄樹、プロジェクトFUKUSHIMA！、流井幸治、笹本晃、下道基行、菅木志雄、田島美加、高坂正人、柳幸典

### 「六本木クロッシング2016展：僕の身体（からだ）、あなたの声」
キュレーター :   荒木夏実、キム・ソンジョン（アートソンジェセンターディレクター、Samusoディレクター） 小澤慶介（キュレーター／特定非営利活動法人アーツイニシアティヴトウキョウ［AIT/エイト］） ウー・ダークン（台北国際芸術村ディレクター）
参加アーティスト : 長谷川愛、片山真理、小林エリカ、ナイル・ケティング、 ミヤギフトシ、毛利悠子、百瀬文、さわひらき、志村信裕、高山明、 ジェイ・チュン & キュウ・タケキ・マエダ、 藤井光、後藤靖香、石川竜一、佐々瞬、松川朋奈、野村和弘、山城大督、西原尚、ジャン・ヤン

### 「六本木クロッシング2019展：つないでみる」
キュレーター :  椿玲子、徳山拓一、熊倉晴子
参加アーティスト : アンリアレイジ、青野文昭、万代洋輔、土井 樹＋小川浩平＋池上高志＋石黒 浩×ジュスティーヌ・エマール、毒山凡太朗、榎本耕一、花岡伸宏、林千歩、平川紀道、ヒスロム、飯川雄大、今津景、磯谷博史、川久保ジョイ、前田征紀、前谷開、目、佐藤雅晴、杉戸洋、竹川宣彰、田村友一郎、土屋信子、津田道子、佃弘樹、山内祥太

### 「六本木クロッシング2022展：往来オーライ！」
キュレーター : 天野太郎、レーナ・フリッチュ（オックスフォード大学アシュモレアン美術博物館 近現代美術キュレーター）橋本梓、近藤健一
参加アーティスト : AKI INOMATA、青木千絵、青木野枝、潘逸舟、市原えつこ、伊波リンダ、池田宏、猪瀬直哉、石垣克子、石内都、金川晋吾、キュンチョメ、松田修、呉夏枝、O JUN、折元立身、進藤冬華、SIDE CORE / EVERYDAY HOLIDAY SQUAD、竹内公太、玉山拓郎、やんツー、横山奈美